# Azteca América
Azteca America est une chaîne de télévision américaine en espagnol.